# Vas Aalto
Vasul Aalto, sau probabil mult mai corect, desemnând numele realizatorilor, Vasul lui Aalto (conform originalului din finlandeză, Aalto-maljakko), cunoscut, de asemenea ca Vasul Savoy, este o piesă de sticlărie și o piesă emblematică de design finlandez, realizată de arhitecții Alvar Aalto și Aino Marsio (prima sa soție) în 1936.

## Istoric
Inițial vaza a fost proiectată la fabrica de sticlă Karhula-Iittala pentru participarea la un concurs de proiectare organizat de firma A. Ahlström Oy în 1936. Modelul a fost inspirat de costumul tradițional al femeilor lapone și numele proiectului a fost Eskimåkvinnans skinnbyxa (Pantalonii bufanți de piele ai unei eschimose). După concurs, vaza a fost expusă la Expoziția Mondială de la Paris din 1937.

### Denumire
Traducerea în limba română a numelui vazei sub denominalizarea de Vasul ondulat sau Vasul unduitor rezidă, probabil, dintr-un joc involuntar de cuvinte. Numele de familie al creatorului vasului, Aalto, însemnă, într-adevăr undă sau val dar această coincidență nu are nici o legătură cu forma vasului pentru că autorii nu au participat la concurs sub nume propriu ci sub numele proprietarului A. Ahlström. Numele sub care a fost cunoscut mai târziu, Savoy, l-a primit mai târziu provenind de la restaurantul Savoy care cumpărase drepturile de autor asupra vazei.

### Drepturi de autor și Artek
Din păcate, designerii vazei, soții Alvar și Aino Aalto, n-au primit niciodată drepturi de autor pentru că, înainte de a fi vândute restaurantului Savoy aceste drepturi au fost deținute de firma organizatoare a concursului A. Ahlström Oy. Proprietarul și directorul acesteia, Harry Gullichsen, împreună cu soția sa, Maire Gullichsen, i-a încredințat lui Alvar Aalto, drept recompensă, mobilarea și decorarea etajelor 7 și 8 din Palatului Industrial Ahlström de pe Esplanada de Sud din Helsinki unde funcționa restaurantul Savoy.
De fapt, familia Gullichsen a fost cea sub al cărei patronaj Alvar Aalto a creat produsele sale de design cunoscute, recunoscute și vandabile. În plus, Maire Gullichsen, a fost cea care a contribuit cu capital la crearea firmei Artek, firmă care urma să realizeze și să comercializeze produsele de design ale soților Aino și Alvar Aalto.

### Realizarea vazei
Prototipurile inițiale au fost create de soții Aalto prin suflarea sticlei în mijlocul unei structuri de bețe de lemn aflată într-o groapă în pământ, și ghidând curgerea sticlei numai în anumite direcții pentru crearea formei sale ondulate. Fabricarea inițială a vazei se realiza prin turnarea sticlei topite într-o formă de lemn care apoi se ardea încet pentru a scoate vaza. În prezent se produce la Iittala, prin turnare. Păstrând același model se produce o gamă largă de vaze de mărimi și culori diferite. 
Ca o curiozitate, se poate menționa fabricarea în anul 2008, din cuarț, acelei mai mici vaze Aalto înaltă de numai 600 de nanometri și cu volumul de 0,1 femtolitri. În termeni macroscopici, pentru a umple cu această nano-vază un vas de un litru ar trebui să repetăm transvazarea de 10 milioane de miliarde de ori. Vaza de cuarț a fost fabricată la Teknillinen korkeakoulu (Politehnica din Helsinki), viitoarea Academie Aalto, în laboratoarele  de micro- și nano-tehnologir folosind instalația Focused Ion Beam. Avantajul acestei vaze este că, dacă este scăpată pe jos nu se sparge iar dezavantajul, că trebuie căutată cu microscopul electronic. 

## Popularitate
Vasul a fost fabricat de-a lungul anilor într-un spectru foarte larg de culori. Simplitatea, frumusețea și eleganța vasului continuă să fie atractive și populare și în secolul al 21-lea. Versiuni mai mici ale vasului, exact cum era designul inițial al lui Aalto, cu striațiuni fine în model și cu o ușoară curbă la bază continuă să fie produse prin presarea sticlei topite la fabrica de sticlă Iittala din Iittala, Finlanda. Sunt produse de asemenea și versiuni mai mari ale vasului, dar fără striațiunile originalului.